# Giovanni di Lugio
Giovanni di Lugio (Bergamo, ... – dopo il 1260) è stato un teologo italiano, vescovo cataro di Desenzano tra il 1250 ed il 1260. Giovanni di Lugio è considerato il massimo teologo del catarismo.

## Biografia
Il suo nome originario era Giovanni di Bergamo, ma fu chiamato così dal nome del torrente Lugio (o Lujo), affluente del Serio, fiume che scorre nel Bergamasco.
Giovanni fu unanimemente considerato il teologo cataro di maggior rilievo, l'unico probabilmente in grado di sostenere una discussione ad alto livello con i teologi cattolici più preparati.
Scrisse nel 1240 il Liber de duobus principiis, (riscoperto nel 1939 a Firenze da Antoine Dondaine), basato su testi biblici e caposaldo della dottrina catara, in cui Giovanni teorizzò che l'origine del peccato fosse dovuta ad un principio maligno. Infatti, il Vangelo secondo Giovanni (1,31) diceva: "Sine ipso factum est nihil" e Giovanni lo interpretò, a suo uso, come "Senza di Lui è stato fatto il nulla", in altre parole il mondo terreno e visibile e le cose malvagie erano stati fatti in assenza del Dio buono, e quindi per forza da un Dio malvagio.
Ciò poteva spiegare la caduta degli angeli ribelli, altrimenti totalmente immersi nella bontà divina e difficilmente inclini a peccare. Il male da loro commesso, quindi, non veniva da Dio, ma dal principio maligno. Tuttavia a loro discolpa c'è che l'onnisciente Dio non poteva non conoscere fin dall'inizio il destino dei suoi angeli caduti, i quali quindi non erano liberi di peccare o di non peccare. Ciò suffragava la tesi di Giovanni di rifiuto del libero arbitrio. Infine gli angeli caduti, imprigionati nei corpi, per raggiungere la salvezza, dovevano reincarnarsi attraverso varie esistenze (metempsicosi), perché Dio continuava a provare amore per le sue creature "incarcerate" (cioè le anime), che, prima o poi, sarebbero ritornate da Lui.